# 巴东勿刹 (马来西亚)
巴东勿刹是一座位于马来西亚玻璃市州北部的边境城镇。它距离玻璃市首府加央东北部约37千米，与泰国宋卡府的边境接壤。跟泰国宋卡府接壤的同名镇，在当地音译为“巴东美沙”。
由于两国边境检查站之间有众多的免税商店，该城镇也被称为购物天堂，每逢周末和公共假日都会吸引来自泰国南部与马来西亚半岛数以千计的访客。华人以福建裔居多，當地主要通用槟城福建话（闽南语）。

## 交通
巴东勿刹与马来西亚7号联邦公路相连接，铁路亦经过此地，并分别与巴东勿刹－沙道公路（泰国4054号公路）及泰国国家铁路交汇，成为泛亚铁路的一部分。
马来西亚的检查站位于该城镇东北部，距离实际边境约300米。马来西亚与泰国的检查站都有车道供汽车驶过。
巴东勿刹站是马来西亚与泰国之间唯一一处集移民局，海关及检疫为一体的边境设施。来往两国的火车乘客在车站内完成边境检查。该车站位于泰国的部分仅提供国内服务。

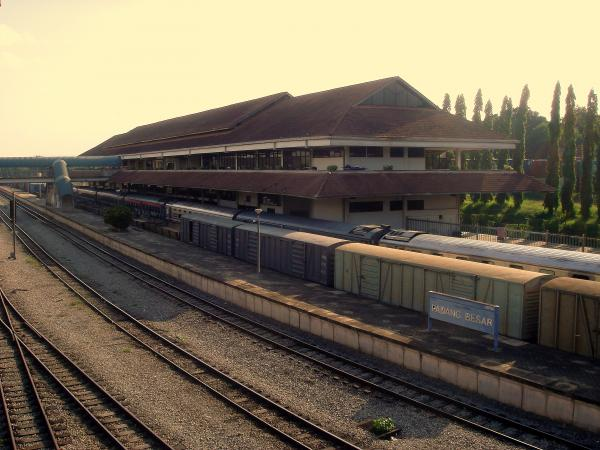
巴东勿刹站有很长的站台，一边是马来西亚的区域，另一边则是由泰国所管。

## 边境
在1970年代，马来西亚与泰国都沿着边境修建了钢筋混疑土结构的围墙和铁栅栏以打击走私活动。由于两国都将围墙靠向本国一带修建，造成约10米宽的间隙成为无人之地，为走私者与毒贩提供了便利。
2001年，两国协商一致重新建设围墙。新的围墙仅位于泰国一侧，高2.5米，上部为铁栅栏，下部为水泥结构并安装了铁丝网。
虽然官方称修建围墙是为了打击走私，马来亚共产党叛乱与泰国南部动乱亦是推动边境围墙修建的重要因素。

## 经济
旅游业，国际贸易与物流运输与农业相比是当地重要的经济来源。巴东勿刹的工业区是玻璃市最重要的工业区之一。

### 旅游业
巴东勿刹自1960年代便是购物天堂，来自马来西亚和泰国的居民常常因商旅来往于此地。今日，这座城镇仍然每逢周末和公共假日都会吸引来自泰国南部与马来西亚半岛数以千计的访客。大多数马来人聚集在Kompleks Aked Niaga Padang Besar、巴东勿刹巴刹和 Gapura Square。位于城镇中心的大路街区亦是两国访客喜爱的购物区。
除了上述的购物购物场所，以下列出了部分距巴东勿刹车程少于20分钟的旅游景点
- 加基武吉附近的暗窿（Gua Kelam）
- 朱宾（英语：Chuping）（马来西亚最大的甘蔗种植地，也是国内温度最高地）
- 玻璃市州立公园（马来西亚唯一的半落叶林）
- 知马打苏湖